# Thetidia hazara
Thetidia hazara är en fjärilsart som beskrevs av Heinz Ebert, 1965. Thetidia hazara ingår i släktet Thetidia och familjen mätare, Geometridae. Inga underarter finns listade i Catalogue of Life.